# Phycella brevituba
Phycella brevituba är en amaryllisväxtart som beskrevs av Herb.. Phycella brevituba ingår i släktet Phycella och familjen amaryllisväxter. Inga underarter finns listade i Catalogue of Life.